# Акколь (Костанайская область)
Акколь (каз. Ақкөл, до 2008 г. — Збан) — село в Джангельдинском районе Костанайской области Казахстана. Административный центр и единственный населённый пункт Аккольского сельского округа. Код КАТО — 394233100.

## Население
В 1999 году население села составляло 786 человек (411 мужчин и 375 женщин). По данным переписи 2009 года, в селе проживало 608 человек (322 мужчины и 286 женщин).